# Christoph Gärtner
Christoph Gärtner (* Dezember 1964 in Bietigheim-Bissingen) ist ein deutscher Philatelist und Auktionator. Er ist Gründer und Geschäftsführer des Auktionshaus Christoph Gärtner mit Sitz in Bietigheim-Bissingen und gilt in Kreisen der Philatelie als bekannter Auktionator. Er ist ein anerkannter Ganzsachen-Spezialist.

## Leben
Bereits im Jahr 1983, während seiner Schulzeit an den Ellentalgymnasien, begründete Gärtner die Selbständigkeit und handelte mit Briefmarken. 1984 legte er sein Abitur ab. Im Jahr 2003 galt sein Unternehmen als weltweit führendes Handelshaus für Briefe und Postgeschichte. Nach dem Bau der Zentrale in Bietigheim auf 2.700 m² gründete er im Jahr 2004 das Auktionshaus Christoph Gärtner für Briefmarken & Numismatik, seit April 2005 als Handels- und Auktionshaus Gärtner. Das Unternehmen verfügt über 60 Angestellte und weltweite Kooperationspartner.

## Auktionen
In seiner ersten Auktion am 28/29. Juni 2006 brachte Gärtner 5.700 Lose zur Versteigerung und erzielte einen Umsatz von 1,7 Mio. Euro. Nach der 4. Auktion im September 2007 galt sein Unternehmen umsatzmäßig als größtes Auktions- und Handelshaus für Philatelie in Mitteleuropa sowie als zweitgrößtes weltweit. Am 30. Mai 2016 war Gärtner mit seiner 34. Auktion als Auktionator auf der World Stamp Show NY 2016 in New York vertreten (fortgesetzt im Juni 2016 in Bietigheim-Bissingen). Mit 31.000 Losen in insgesamt 15 Katalogen erzielte er einen Erlös von 12 Mio. Euro.

## Übernahmen
Im Zuge seiner Unternehmensführung übernahm Gärtner folgende Auktionshäuser:
- 2013 Auktionshaus Pumpenmeier in Kirchlengern
- 2015 Auktionshaus Edgar Mohrmann in Hamburg
- 2015 Auktionshaus Rauss & Fuchs in Stuttgart
- 2015 Traditionsgeschäft Detlef Hilmer in München
- Juli 2016 Auktionshaus Schwanke in Hamburg (heute Auction Galleries Hamburg)

Die meisten dieser Unternehmen werden als Teil der Unternehmensgruppe CG Collectors World weitergeführt.

## Stiftungen
Am 30. März 2011 stiftete Gärtner im Rahmen des Projektes „Lust auf Briefmarken – Mit coolen Marken voll auf Zack“, mit dem russischen Schachweltmeister Anatoli Karpow als Schirmherr, 15.000 Alben mit 16 Mio. Briefmarken, einem Gewicht von über 18 Tonnen sowie im Katalogwert von 10 Mio. Euro an Schulen, Jugendgruppen und Kindergärten.
Am 22. Januar 2015 stiftete Gärtner der Stadt Bietigheim-Bissingen seine „Postgeschichtliche Heimatsammlung Bietigheim-Bissingen“ mit vielfältigen Poststempeln und historischen Ansichtskarten zu Bietigheim, Bissingen, Metterzimmern und Untermberg sowie speziellen Umschlägen ortsansässiger Firmen und Dokumente, die den Wandel der Postämter vor Ort aufzeigen. Neben Oberbürgermeister Jürgen Kessing nahmen auch die Leiterin des Stadtmuseums Hornmoldhaus Regina Ille-Kopp und Sonja Eisele vom Stadtarchiv die Schenkung entgegen. Unter anderem ist angedacht, die zahlreichen Einzelstücke aus drei Jahrhunderten für künftige Ausstellungen oder Forschungsprojekte zur Stadtgeschichte zur Verfügung zu stellen.